# Fusi (moto)
La Fusi, precedentemente denominata Ras, è stata una piccola casa motociclistica italiana, attiva dal 1932 al 1955.

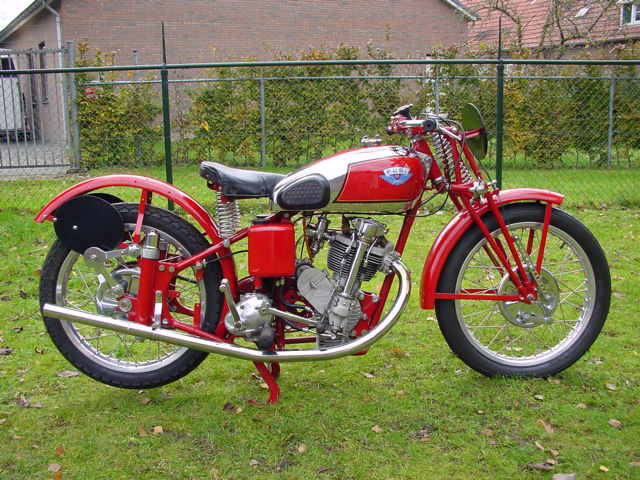
Una Fusi 250 Super Sport del 1939

## Il contesto
L'azienda venne fondata da Achille Fusi, pioniere del motorismo assai noto a Milano per i suoi trascorsi sportivi da pilota automobilistico, ma anche per le sue attività organizzativa, produttiva e commerciale; aveva istituito una delle prime officine milanesi per la vendita e la riparazione di autoveicoli agli albori del XX secolo, avviato una produzione di biciclette, armi e munizioni ed era stato tra i promotori della kermesse espositiva milanese, poi divenuta l'EICMA.
All'inizio degli '30 Fusi gestiva l'avviata concessionaria per l'Italia della belga FN, le cui raffinate e costose quadricilindriche avevano subìto un forte calo di ordinativi, a causa della grande crisi internazionale iniziata con il famigerato giovedì nero di Wall Street del 24 ottobre 1929.
Achille Fusi decise quindi di costruire motociclette economiche in proprio, utilizzando il know-how della sua azienda ciclistica. Per il nuovo marchio motociclistico venne scelta la denominazione Ras : un termine divenuto di grande attualità in Italia, in forza della campagna propagandistica a sostegno dell'intervento militare in Africa, destinato a sfociare nella Guerra d'Etiopia.

## La Ras
Nel 1932, non appena fu avviata la produzione nell'opificio approntato in piazza Castello, Achille Fusi morì e le redini aziendali vennero affidate al direttore della fabbrica Luigi Beaux, il quale proseguì l'opera iniziata dal fondatore che si proponeva di produrre motociclette di tipo più economico, affiancandole alle quadricilindriche FN.
Per quattro anni vennero realizzati vari modelli di motociclette dotate di motori monocilindrici JAP, con cilindrate comprese tra i 175 e i 500 cm³, particolarmente apprezzate per la loro semplicità costruttiva, che si traduceva in robustezza ed economia d'acquisto e d'esercizio.
Nel dicembre 1935 l'entrata in vigore delle cosiddette "inique sanzioni", rese assai difficoltoso e costoso l'approvvigionamento all'estero di motociclette e di motori da assemblaggio. Per ovviare al problema la direzione aziendale decise di acquisire le attrezzature e i tecnici della casa motociclistica piacentina C.F., che realizzava in proprio motori non privi di un certo pregio tecnologico e sportivo, ma costretta a chiudere i battenti dopo un lungo periodo di gravi tribolazioni economiche.

## La Fusi
Per sottolineare la maggior caratterizzazione sportiva della nuova produzione fu deciso di rinominare il marchio con il cognome di Achille Fusi, dato che il suo prestigio tecnico e agonistico era ancora ben vivo nella memoria degli appassionati meneghini.
A partire dal 1936 vennero così prodotti anche motocicli dotati dei motori di derivazione C.F. a valvole in testa e camme facciali, opportunamente sviluppati dal progettista Leonardo Fioroni, con cilindrate 175 e 250 cm³, telai molleggiati e nelle versioni, "Sport", "Super Sport", "Lusso" e "Super Lusso". Fu mantenuta il listino anche la "500" con propulsore JAP, dotata di cambio Burman-FIAT separato a 4 rapporti, del tipo train baladeur, comandato a pedale.
Trascorso il periodo della Seconda guerra mondiale, in cui l'azienda venne impiegata nel supportare lo sforzo bellico, la produzione motociclistica riprese con i modelli di tradizionale cilindrata, ai quali si aggiunse un bicimotore mosso da un propulsore ausiliario "Mosquito" ; tipologia assai richiesta nell'immediato dopoguerra.
La Fusi non riuscì, forse per scelta aziendale, ad uscire dalla sua dimensione quasi artigianale e non poté competere con grandi realtà industriali come Bianchi, Gilera o Guzzi, né con la miriade di nuove aziende motociclistiche, come MV, Parilla o Rumi, in maggioranza situate a Milano o a poca distanza dal capoluogo lombardo. Inoltre la mancata attuazione di un programma sportivo che potesse offrire un valido ritorno d'immagine attraverso le competizioni e l'orientamento del mercato verso l'automobile che preludeva l'inizio della motorizzazione di massa in Italia, completarono il quadro generale che, verso la fine del 1955, convinse la dirigenza della Fusi a concludere la produzione.